# Пенеј (општина)
Пенеј (грч. Πηνειός) општина је у Грчкој. По подацима из 2011. године број становника у општини је био 21.034.

## Становништво
| 2011.  |
| ------ |
| 21.034 |